# Кінець (Бабаєвський район)
Кінець — сільце в Бабаєвському районі Вологодської області Росії.
Входить до складу Вепського національного сільського поселення (з 1 січня 2006 року по 13 квітня 2009 року входила до складу Комонівського сільського поселення).
Відстань по автодорозі до районного центру Бабаєво — 104 км, до центру муніципального утворення села Тімошино по прямій — 13 км. Найближчі населені пункти — с. Ракуново, с. Стуніно, с. Якутіно. Станом на 2002 рік проживало 8 чоловік.